# Cithaerias menander
Cithaerias menander är en fjärilsart som beskrevs av Dru Drury 1782. Cithaerias menander ingår i släktet Cithaerias och familjen praktfjärilar. Inga underarter finns listade i Catalogue of Life.